# Znannia Chersoń
Trwa dyskusja nad usunięciem tego artykułu, kliknij i weź w niej udział.
Znannia Chersoń (ukr. Футбольний клуб «Знання» Херсон, Futbolnyj Kłub "Znannia" Cherson) – ukraiński klub piłkarski z siedzibą w mieście Chersoń, na południu kraju, działający w latach 1936–1941.

## Historia
Chronologia nazw:
- 1936: Znannia Chersoń (ukr. «Знання» (Херсон), ros. «Знание» (Херсон))
- 1941: klub rozwiązano

Drużyna piłkarska Znannia została założona w Chersoniu w latach 30. XX wieku i reprezentowała miejscowych pracowników edukacji narodowej. Wówczas dobrowolne towarzystwo sportowe "Znannia" zrzeszało związki zawodowe pracowników edukacji narodowej Ukraińskiej SRR, które powstało w 1936 roku. Drużyna występowała w rozgrywkach Mistrzostw i Pucharu obwodu odeskiego. Od 1938 po przeniesieniu regionu do obwodu mikołajewskiego klub brał udział w mistrzostwach i pucharze obwodu mikołajewskiego. W 1938 zespół debiutował w Pucharze ZSRR, jednak już po pierwszym meczu 1/256 finału odpadł z turnieju. W 1940 roku startował w rozgrywkach Pucharu Ukraińskiej SRR wśród amatorów, przegrywając 0:1 w meczu 1/16 finału z Dynamo Charków. Ale w czerwcu 1941 roku, po wybuchu Wielkiej wojny ojczyźnianej, działalność klubu została całkowicie zawieszona i już nigdy nie reaktywowana.

## Sukcesy

### Trofea krajowe
| \| \| Zdobyte trofea w rozgrywkach Związku Radzieckiego (stan na: 31-12-1992) \| |                                                                         |      |          |
| Rozgrywki                                                                        | Osiągnięcie                                                             | Razy | Sezon(y) |
| Mistrzostwo                                                                      | I miejsce                                                               | 0    |          |
| Mistrzostwo                                                                      | II miejsce                                                              | 0    |          |
| Mistrzostwo                                                                      | III miejsce                                                             | 0    |          |
| Puchar                                                                           | zdobywca                                                                | 0    |          |
| Puchar                                                                           | finalista                                                               | 0    |          |
| Puchar                                                                           | 1/256 finału                                                            | 1    | 1938     |
| II liga                                                                          | I miejsce                                                               | 0    |          |
| II liga                                                                          | II miejsce                                                              | 0    |          |
| II liga                                                                          | III miejsce                                                             | 0    |          |
|                                                                                  | Zdobyte trofea w rozgrywkach Związku Radzieckiego (stan na: 31-12-1992) |      |          |

- Puchar Ukraińskiej SRR wśród drużyn kultury fizycznej:
  - 1/16 finału (1x): 1940

## Poszczególne sezony

### Rozgrywki krajowe
| \| \| Bilans występów klubu w rozgrywkach piłkarskich Związku Radzieckiego (Stan na 31 grudnia 1992 r.) \| |                                                                                                   |        |       |   |   |   |    |    |     |      |        |        |       |
| Poziom | Rozgrywki                                                                                         | Sezony | Mecze | Z | R | P | B+ | B– | Pkt | Lata | Awanse | Spadki | Naj.  |
| I | Wysszaja liga / Klass A (wysszaja gruppa) / Klass A (1 gruppa) / Klass A / Gruppa 1 / Gruppa A    | 0      |       |   |   |   |    |    |     |      |        |        |       |
| II | Pierwaja liga / Klass A (1 gruppa) / Klass A (2 gruppa) / Klass B / Gruppa 2 / Gruppa B           | 0      |       |   |   |   |    |    |     |      |        |        |       |
| III | Wtoraja liga / Klass A (2 gruppa) / Klass B / Gruppa 3 / Gruppa W                                 | 0      |       |   |   |   |    |    |     |      |        |        |       |
| IV | Wtoraja nizszaja liga / Klass B / Gruppa G                                                        | 0      |       |   |   |   |    |    |     |      |        |        |       |
| V | Gruppa D                                                                                          | 0      |       |   |   |   |    |    |     |      |        |        |       |
| | Puchar ZSRR                                                                                       | 1      |       |   |   |   |    |    |     | 1938 | 0      | 0      | 1/256 |
| | Bilans występów klubu w rozgrywkach piłkarskich Związku Radzieckiego (Stan na 31 grudnia 1992 r.) |        |       |   |   |   |    |    |     |      |        |        |       |

## Kibice i rywalizacja z innymi klubami

### Derby
- Charczowyk Chersoń
- Wodnyk Chersoń
- Sudnobudiwnyk Mikołajów
- Spartak Mikołajów